# Burgstall Mögling
Der Burgstall Mögling bezeichnet eine abgegangene mittelalterliche Burg unmittelbar nördlich der Kirche des heutigen Trostberger Stadtteils Mögling im Landkreis Traunstein in Bayern.
Von der ehemaligen Burganlage ist nichts erhalten, das Gelände heute modern überbaut. Der Burgstall ist nicht als  Bodendenkmal im Bayernatlas eingetragen.